# Église Sainte-Ursule de Spanish Town
Pour les articles homonymes, voir Église Sainte-Ursule.
L'église Sainte-Ursule est une église catholique située à Spanish Town, dans les Îles Vierges britanniques.

## Historique
Dépendante du diocèse de Saint John's-Basseterre, l'église Sainte-Ursule est dédiée à sainte Ursule et suit le rite latin ou tridentin. Elle se distingue par son emplacement de choix car elle a été construite sur une colline, à proximité de la route menant à The Baths, la principale attraction touristique de l'île.
La construction de l'église s'est achevée en 1989. La paroisse soutient diverses activités locales telles que l'éducation religieuse, la pastorale des jeunes, la pastorale de la musique et le centre communautaire catholique.